# CipherTrust
CipherTrust, Inc. war ein US-amerikanisches Software-Unternehmen aus Alpharetta, Georgia (einem Vorort von Atlanta) mit weltweiten Bürostandorten, das Software gegen E-Mail-Spam herstellte. Nach Angaben von Gartner Inc. und anderen Analysten war CipherTrust der Marktführer im Bereich der E-Mail-Sicherheit.
Das Unternehmen wurde von den ehemaligen VeriSign-Mitarbeitern Jay Chaudhry und Lawrence Hughes mitbegründet. Der Technische Leiter (CTO) Paul Judge war Vorsitzender der Anti-Spam Research Group (ASRG) der IRTF. Im August 2006 wurde CipherTrust von der Secure Computing Corp. für 273.6 M$ übernommen. Die ursprünglichen Produktlinien werden nach wie vor angeboten.

## Produkte
Hauptprodukt war die sehr erfolgreiche Gateway-Anwendung IronMail™. Kürzlich wurde ein neues Produkt namens IronIM™ eingeführt, das der Absicherung von Instant Messaging dienen soll. Einer der nützlichen Dienste von CipherTrust ist die Verfolgung von Zombie-Rechnern, die eine Hauptquelle von Spam darstellen.